# Oblast Amoer

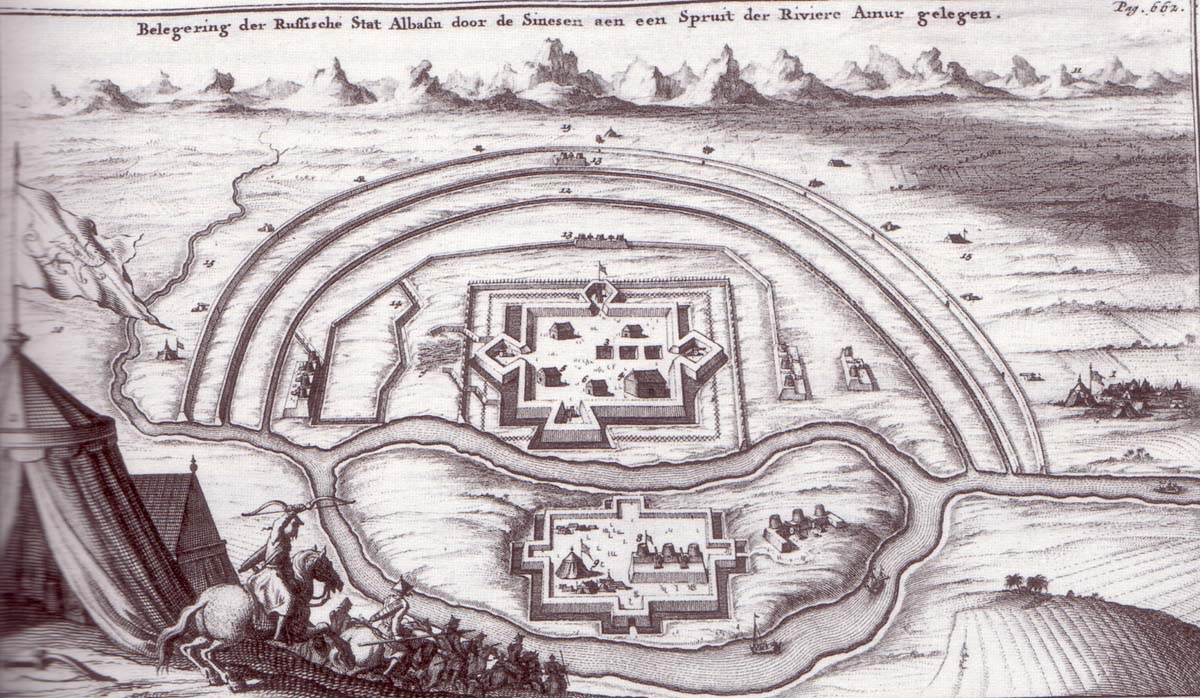
Belegering door Chinese troepen van het Russische fort Albazin aan de Amoer. Nederlandse gravure uit de XVII eeuw

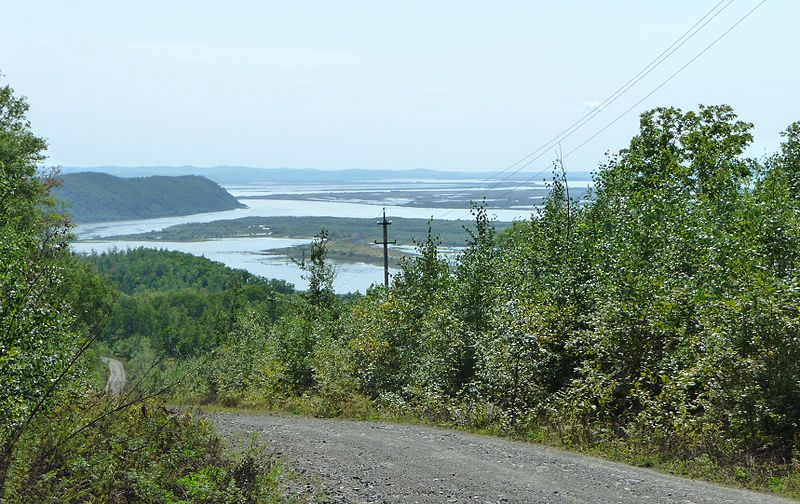
De rivier Amoer

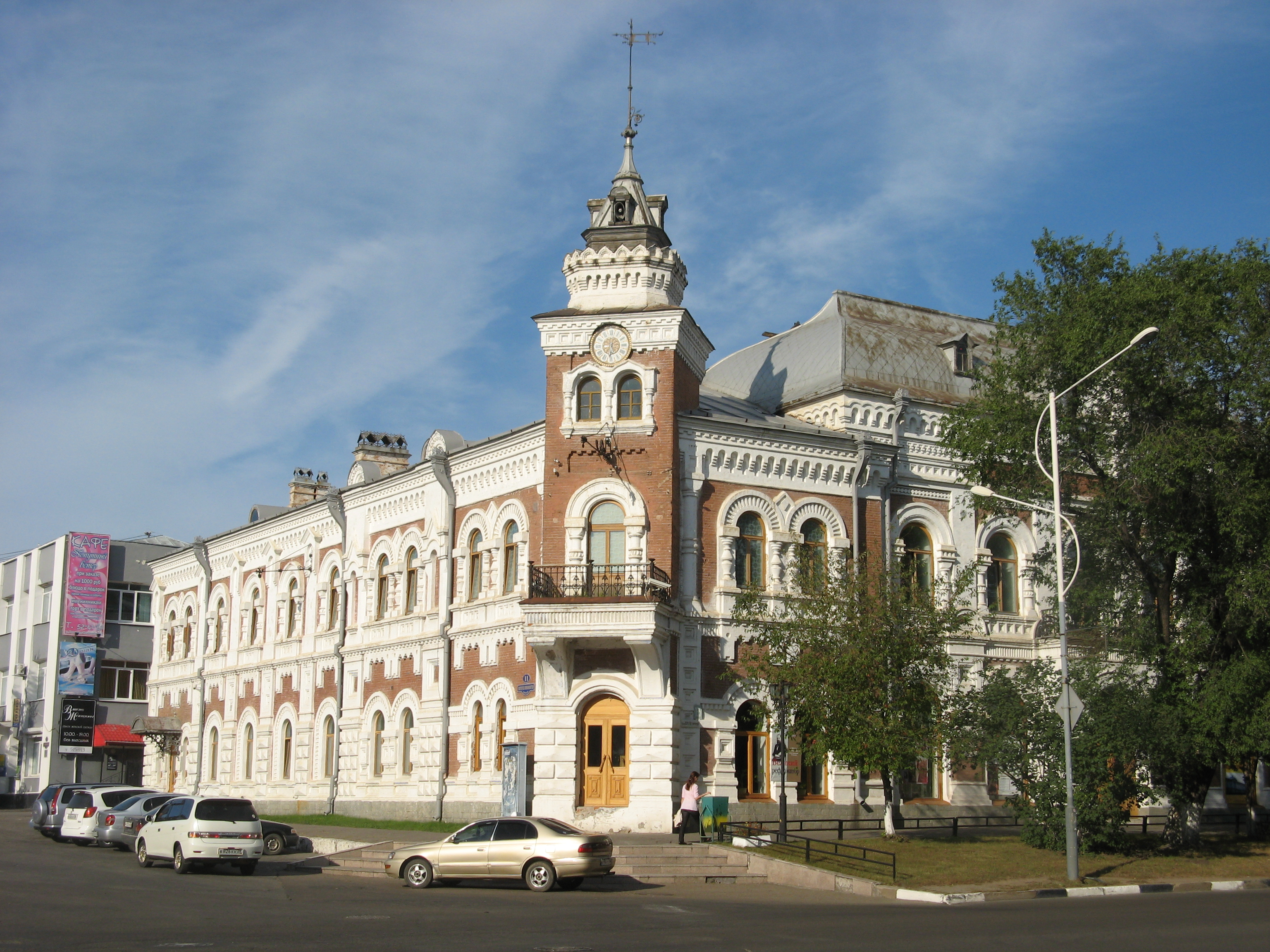
Natuurhistorisch museum in Blagovesjtsjensk

De oblast Amoer (Russisch: Амурская область, Amoerskaja oblast) of Priamoerje (Приамурье) is een oblast (bestuurlijke eenheid) in Rusland.
De oblast ligt in het federale district Verre Oosten aan de Chinese grens. De grens wordt gevormd door de river Amoer. De belangrijkste zijrivieren zijn de Zeja en de Boereja. Het Stanovojgebergte vormt de grens met de autonome republiek Jakoetië.

## Geschiedenis
Tot aan de zeventiende eeuw was het gebied alleen bewoond door daar reeds aanwezige stammen. In het kader van de Russische expansie naar het oosten trok Vasili Pojarkov in 1643 zuidwaarts vanaf Jakoetsk en bereikte de Amoer. Hij voer deze af tot aan de monding. In 1650 plunderde Jerofej Chabarov de streek Daurië en legde de lokale Daur, Evenken en Duchers de jasak, een belastingplicht op.
Pojarkov beschreef enthousiaste verhalen over het gebied rond de Amoer. Hij meldde vruchtbare valleien, brede rivieren en een overvloed aan sabelmarters en vis. Het land van de Amoer beloofde grote rijkdommen en zou in staat zijn om de inmiddels in Siberië gevestigde forten en nederzettingen te bevoorraden, waardoor de aanvoer van voorraden uit Europees Rusland overbodig zou worden. Dit was dan ook de motivatie voor het stichten van het fort Albazin door Erdei Pavlovich Khabarov in 1650. Khabarov bracht ook een aantal stammen die tribuutplichtig aan de Mantsjoes waren een nederlaag toe.
Dit bracht de Russen onvermijdelijk in conflict met de Qing-dynastie. In 1658 werden de Russische troepen uit de regio van de Amoer verdreven. Er werd echter geen vervolg aan deze actie gegeven, dus diverse Russische kozakkengroepen begonnen er zich daarna weer te vestigen. Het conflict inzake zeggenschap over de belastingplicht van de stammen in de Amoer-vallei belemmerde vooral een uitbreiding van de bonthandel. Lokale stammen wisselden regelmatig van gebied, al naargelang de voorwaarden voor het betalen van belasting aan de Qing dan wel de Russen, minder ongunstig voor hen waren. Dat gaf uiterst onrustige situaties aan een volstrekt niet gemarkeerde grens.
Rond 1680 was bij zowel de Russen als de Mantsjoes het besef doorgedrongen dat beide partijen gebaat waren bij duidelijke en veilige grenzen. De Chinese leizer Kangxi realiseerde zich dat veiligheid verkregen kon worden door het bieden van handelsmogelijkheden aan het Russische rijk en de Russen realiseerden zich dat dit alleen mogelijk was als ze de macht van de Qing-dynastie erkenden.
Bij onderhandelingen voor het verdrag van Nertsjinsk in 1689 gaven de Russen de claim van het behouden van Albazin op. De grens zou getrokken worden ten noorden van de Amoer. Bij de bovenloop van de Argun werd een pilaar opgericht waarin de tekst van het verdrag in het Russisch, Chinees, Mantsjoe, Mongools en Latijn werd gebeiteld. De Russen behielden controle over de gebieden ten noorden van de Argun. Het verdrag werd in 1727 aangevuld en nader gedetailleerd met bepalingen in het Verdrag van Kjachta. Het gebied bleef tot 1858 deel uitmaken van het Chinese keizerrijk.
Het werd echter door de Chinezen maar in geringe mate bevolkt. In de tweede helft van negentiende eeuw verzwakte het Chinese rijk. Rusland maakte hiervan gebruik. Bij het Verdrag van Aigun in 1858 werd het gebied onderdeel van het Russische rijk.
De huidige hoofdstad Blagovesjtsjensk werd in 1858 gesticht, toen ook de oblast Amoer werd geformeerd binnen het gouvernement-generaal Priamoerje. Daarop begonnen zich veel leden van het Amoer-kozakkenleger in het gebied te vestigen. In 1900 was er een conflict met China, waarop alle Chinezen werden gedeporteerd uit Blagovesjtsjensk. Tijdens de Russische Burgeroorlog was het gebied van 1921 tot 1922 onderdeel van de Verre-Oostelijke Republiek. Na de oorlog werd het aanvankelijk als de okroeg Amoer onderdeel van de oblast Verre Oosten en vanaf 1926 van de kraj Verre Oosten. Op 20 oktober 1932 werd de oblast Amoer opnieuw geformeerd.
In de lente van 1969 kwam het hier bijna tot een oorlog met China na jaren van het uiteengroeien van de ideologieën van de Russen en Mao en de ontwikkeling van kernwapens door China in 1964. Het conflict draaide om het eiland Damanski (Chinees: Zhenbao). Bij eerdere ontmoetingen tussen de Chinezen en Russen was de rivier de Oessoeri als grens aangegeven, maar er was niet aangegeven wat met eilanden binnen de rivier zou moeten gebeuren. Het bleef bij een korte hevige grensoorlog, waarbij aan beide zijden vele doden vielen. Door bemiddeling van Hồ Chí Minh vanaf zijn sterfbed kwam het niet tot verdere escalatie. De oorlog is bekend als het Amoerconflict. Het eiland werd in 1991 in het kader van betere verhoudingen uiteindelijk toch aan China gegeven.
Delfstoffen die gewonnen worden zijn onder andere steenkool en goud. Van industriële betekenis zijn de energieopwekking, metaalindustrie en de houtindustrie.

## Demografie
De meerderheid van de bevolking zijn Russen en andere slavische volkeren. De oorspronkelijke Siberische volkeren zijn getalsmatig nauwelijks van belang. De grootste groep zijn de Evenken met 0,2%. Tegenwoordig trekken steeds meer Chinezen het gebied binnen om zich er te vestigen.
| 1897    | 1926    | 1939    | 1959    | 1970    | 1979    | 1989      | 2002    |
| ------- | ------- | ------- | ------- | ------- | ------- | --------- | ------- |
| 120.306 | 395.783 | 448.259 | 717.514 | 793.449 | 936.451 | 1.050.245 | 902.844 |

## Politiek
Gouverneur Leonid Korotkov, die de oblast vanaf 2001 had geleid, startte na zijn herbenoeming door Poetin in 2005 een eigen partij op die het opnam tegen Verenigd Rusland en wist met deze partij een meerderheid te behalen in de regionale Doema. Hierdoor kreeg hij politieke vijanden, wat hem uiteindelijk zijn functie kostte; in april 2007 werden vier rechtszaken tegen hem aangespannen door de lokale openbare aanklager. Op 10 mei 2007 werd Korotkov op beschuldiging van corruptie door president Poetin uit zijn functie gezet en opgevolgd door interimgouverneur Aleksandr Nesterov. Korotkov werd beschuldigd van het verhogen van de tarieven voor publieke voorzieningen tussen 2003 en 2006 om zo geld te kunnen stoppen in voetbalclub Amoer uit Blagovesjtsjensk en van misbruik van omgerekend 4,8 miljoen dollar aan regionale gelden. Korotkin zelf noemde zich het slachtoffer van een smeercampagne. Op zijn beleid werd veel kritiek geleverd vanwege zijn focus op de industrie, terwijl de oblast vooral gericht is op de landbouw.